# The Host (Film)
The Host (kor. 괴물, Gwoemul)  ist ein 2006 erschienener südkoreanischer Spielfilm von Bong Joon-ho. Der Film ist eine Mischung aus Monsterfilm, Familiendrama, Komödie und Gesellschaftssatire. Er wurde mit über 13 Millionen Zuschauern zu einem der besucherstärksten südkoreanischen Filme aller Zeiten und erhielt zahlreiche Filmpreise. In Deutschland startete der Film am 29. März 2007 in den Kinos.

## Handlung
Im Jahr 2000 schüttet in einem US-amerikanischen Militärstützpunkt ein koreanischer Assistenzarzt auf Befehl des amerikanischen Pathologen widerwillig Formaldehyd in den Han-Fluss. Im Fluss entsteht dadurch ein mutiertes Monster. 2006 greift dieses echsenartige Monster die Menschen an der „Flusspromenade“ in Seoul an, tötet und frisst sie oder nimmt sie für den späteren Verzehr mit sich. Unter anderem entführt das Monster die junge Hyun-seo, die sich kurz darauf in einem Schacht in der Kanalisation von Seoul wiederfindet, der als „Futtervorrat“ für das Monster dient. Alle anderen Menschen dort unten sind tot.
Die Armee riegelt das Flussgelände komplett ab. Da der Staat von der Gefahr einer Virusepidemie ausgeht, setzt er alle, die mit dem Monster Kontakt hatten, kurzerhand unter Quarantäne. Darunter ist Hyun-seos Familie: Ihr oft dösender Vater Kang-doo, ihre Tante, die Bogenschützin Nam-ju, ihr trinkender, trotz Studienabschluss arbeitsloser Onkel Nam-il und ihr Opa Hie-bong. In der Nacht erreicht Kang-doo ein Anruf von seiner Tochter Hyun-seo, die ihm erzählt, dass sie sich in einem großen Schacht befindet. Doch die Behörden glauben ihm nicht, dass seine Tochter noch lebt, und die Polizei macht sich nicht die Mühe, den Anruf zurückzuverfolgen. Deshalb flüchten die Parks aus dem Krankenhaus, dringen in die Sperrzone ein und suchen die Kanäle um den Han-Fluss ab. Dabei treffen sie auf das Monster, das Opa Hie-bong tötet. Am Ende nimmt die übrig gebliebene Familie den Direktkampf mit dem Monster auf. Nam-il wirft mit Molotowcocktails, Nam-ju setzt das Untier mit einem brennenden Pfeil in Brand und Hyun-seos Vater macht dem Monster mit der Stange eines Verkehrsschilds den Garaus. Allerdings kann die Familie Hyun-seo nur noch tot bergen. Ein kleiner Waisenjunge, der mit Hyun-seo in der Kanalisation gefangen gewesen ist und um den sie sich mütterlich gekümmert hat, überlebt den Endkampf. Er lebt von nun an bei Kang-doo, der das Geschäft seines getöteten Vaters weiterführt.

## Hintergrund
Das Monster ist ein Symbol, dem verschiedene Bedeutungen zugewiesen werden können. Es könnte für die USA stehen. Der Beginn des Films spielt auf einen Skandal an, der sich im Jahr 2000 ereignete. Damals leerte das US-Militär über 100 Liter giftiger Substanzen in den Han-Fluss. Die visuellen Effekte wurden unter anderem von der US-Firma The Orphanage erstellt.

## Kritik
Die deutschsprachige Filmkritik besprach The Host wohlwollend. Dem Regisseur Bong Joon-ho, meinte die Neue Zürcher Zeitung, sei ein „packender, vielschichtiger, auch komisch-vergnüglicher und in seiner Gesellschaftsanalyse sogar kluger Film gelungen, der nicht nur die Genreliebhaber überzeugen wird.“ Der film-dienst nannte den Film „eine boshafte, ironische und intelligente Satire auf die südkoreanische Gegenwartsgesellschaft, eine frische 'comédie humaine', die ihresgleichen sucht – dagegen sehen viele andere Filme alt aus.“ Das Hamburger Abendblatt fand, er sei „enorm verspielt und strotzt vor überbordender Fantasie“, gelegentlich „zwar reichlich albern“, aber im Ganzen sehr unterhaltsam.
In der Frankfurter Allgemeinen Zeitung erklärte Andreas Platthaus, es handle sich nicht um ein „ästhetisches Virtuosenstück“ in der Art von Kim Ki-duk oder Park Chan-wook, dies sei vielmehr ein „geradliniger Monsterfilm auf beste fernöstliche Art“. Bong Joon Ho inszeniere meisterhaft subtile Schockmomente und zeige in einigen atemberaubenden Szenen „maximale Effizienz der filmischen und narrativen Mittel. Kein Detail ist hier zu viel.“ Ebenso verstehe er es, „mit Entsetzen köstlich Schabernack zu treiben“. Bestimmt keine Komödie, enthalte der Film „einige der gelungensten komödiantischen Szenen der letzten Jahre“. „Dagegen sind Geschichte, Tricks und Kameraführung denkbar konventionell, ja, geradezu bieder. Aber genau das trägt zu dem wohligen Gefühl bei, hier einem Film zuzusehen, der ganz im Geiste guter Unterhaltung gedreht ist. Derartige Kinoerlebnisse, die nicht auf Effekten, sondern auf narrativem Talent und Witz gründen, gibt es heute kaum noch.“ Die größte Leistung bestehe darin, „mit einem Horrorstoff pures Vergnügen zu erzeugen. Das hat Bongs Film allen seinen Vorgängern und Vorbildern voraus.“
Die Welt-Kritiker Sascha Westphal sah in „korrupten Beamten und skrupelloser Staatsmacht“ eine Reminiszenz an die südkoreanische Militärdiktatur in den 1980er Jahren. Die zerstrittene, auseinandergefallenen Familie stehe für das in Nord und Süd geteilte Korea. Regisseur Bong sei ein „durch und durch politischer Filmemacher“, für ihn sei Politik „nicht nur eine Frage des Inhalts, sondern auch eine der Form. Der anfängliche Kontrast zwischen den idyllischen Szenen und dem Chaos könnte nicht größer sein und ist charakteristisch für den ganzen Film. Bong unterläuft jede Form von Einheit und Geschlossenheit, indem er wild Melodramatisches mit Politischem, Slapstick mit Horror, Albernes mit Tiefgründigem vermischt. Alles hat in ‚The Host‘ seine Zeit und seinen Moment, und wenn man das erst einmal akzeptiert hat, dann entwickelt er ein geradezu revolutionäres Potenzial.“
Dietmar Kammerer schrieb in der taz, das Monströse am Monster sei, dass in ihm gleich mehrere Ungeheuer stecken: Der weiße Hai, dessen Lebensraum das Wasser ist, King Kong, der in der Stadt wütet und junge Mädchen entführt, und Godzilla, das Produkt einer menschenverursachten ökologischen Katastrophe. Doch eigentlicher Gegner der Familie seien das Militär, die Polizei, Ärzte und Wissenschaftler, unter denen sei „keiner, der durch Korruption, Inkompetenz, Größenwahn oder schiere Dummheit eine schlimme Lage nicht in eine katastrophale verwandeln könnte.“ Die Staatsorgane strebten zuallererst nach Kontrolle über die Bevölkerung: „Zu diesem Zweck kann jeder zum ‚Host‘ erklärt werden: zum Wirtskörper, der schädliche Viren, staatsfeindliche Gedanken oder umstürzlerische Absichten in sich trägt.“ Die Handlung vermeide plumpe Wandlungen von erbärmlichen Gestalten zu Helden, wie sie in anderen Filmen des Genres vorkommen. Wenn ein Film „gleichermaßen in die Kategorien Horrorfilm, Klamauk, Politsatire, Familiendrama passt und nicht passt – dann ist ‚The Host‘ mehr als bloß ein Film über ein Ungeheuer: Er ist selbst das Ungeheuer.“
Sven-Eric Wehmeyer bezeichnet The Host als besten Monsterfilm des Jahres, wenn nicht gar mehr. Der Film „demonstrier[e], in seiner nahezu experimentell wirkenden Anti-Dramaturgie und durchzogen von seltsam unberechenbarer Ironie, wie man aus gänzlich unoriginellen Zutaten ein originäres, kluges, politisches und in emphatischem Sinne gegenwärtig-modernes Kunstwerk schafft.“ Wehmeyer findet die Selbstverständlichkeit des unrealistischen Monsters in einer realitätsbezogenen Umgebung bemerkenswert und zieht Vergleiche zu  Pans Labyrinth von Guillermo del Toro.
Einige Kritiker äußerten sich zum Umstand, dass Hollywood die Rechte für eine Neuverfilmung des Stoffs gekauft habe. In der NZZ lautete die Prognose: „Es kann fast nur schlechter werden.“ Das Hamburger Abendblatt empfahl, darauf nicht zu warten, und die taz spekulierte: „Die Special Effects werden dann sicher (und unnötigerweise) perfekter, der Galgenhumor vermutlich schaler und beißende Kritik an amerikanischem Militär wird man vergebens suchen.“

## Kritikenspiegel
Diese sieben Kritiken besprachen den Film alle positiv:
- epd Film Nr. 3/2007, S. 37, von Jörg Buttgereit: The Host
- film-dienst Nr. 7/2007, S. 30, von Rüdiger Suchsland: The Host
- Frankfurter Allgemeine Zeitung, 28. März 2007, S. 35, von Andreas Platthaus: Terror auf dem Strom
- Hamburger Abendblatt, S. 8, von Volker Behrens: Schrille Abenteuer mit einer merkwürdigen Familie
- Neue Zürcher Zeitung, 19. Juli 2007, S. 39, Kurzkritik von T. Brockmann: The Host. In den Tiefen des Han-Flusses
- taz, 29. März 2007, S. 15, von Dietmar Kammerer: Monsterhatz in Turnhosen
- Die Welt, 29. März 2007, S. 29, von Sascha Westphal: Koreanisches Monster

## Auszeichnungen (Auswahl)
Saturn Awards 2006
- Nominiert in der Kategorie Bester internationaler Film
- Nominiert in der Kategorie Bester Nachwuchsdarsteller

Empire Awards 2007
- Nominiert in der Kategorie Bester Horrorfilm

Fantasporto 2007
- Gewinner des International Fantasy Film Award in der Kategorie Beste Regie

Sitges Festival Internacional de Cinema de Catalunya 2007
- Gewinner des Preises für Beste Spezialeffekte
- Orient Express Award für Bong Joon-ho